# پت کروو
 پت کروو (انگلیسی: Pat Crow؛ زاده ۱۱ آوریل ۱۹۶۶) یک تنیس‌باز اهل ایالات متحده آمریکا است.